# 매봉초등학교
매봉초등학교는 대한민국 경기도 용인시 수지구에 있는 공립 초등학교이다.

## 학교 연혁
- 2013년 3월 4일 개교